# Sanremo-Festival 1975
Die 25. Ausgabe des Festival della Canzone Italiana di Sanremo fand 1975 vom 27. Februar bis zum 1. März im städtischen Kasino in Sanremo statt und wurde von Mike Bongiorno mit Sabina Ciuffini moderiert.

## Ablauf

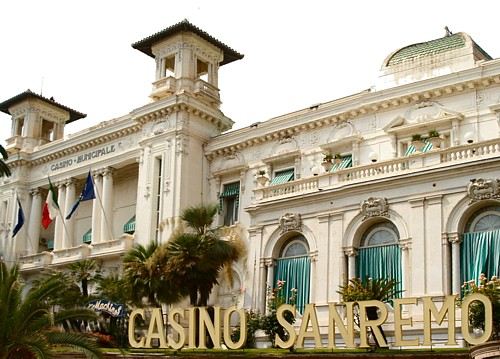
Das städtische Kasino, Veranstaltungsort des Sanremo-Festivals

Nach der bereits von Pannen geprägten Ausgabe des Vorjahres, erreichte das Sanremo-Festival 1975, ausgerechnet zum 25. Jubiläum, einen Tiefpunkt. Der Hauptgrund war das mangelnde Interesse der Plattenfirmen an der Veranstaltung, nachdem die Organisation (unter der Leitung von Bruno Pallesi) die Regeln in gewissem Sinne zurück zu den Anfängen geführt hatte: Die (in diesem Jahr 30) Lieder wurden als erstes ausgewählt und erst im Anschluss wurden diesen die Interpreten zugeteilt. Es fanden sich aber keine bekannten Sänger, die dazu bereit waren, weshalb Pallesi fast komplett auf Newcomer setzen musste. Als Moderator kehrte Mike Bongiorno zurück, begleitet von Sabina Ciuffini. Die Rai übertrug erneut nur das Finale im Fernsehen, die ersten beiden Abende hingegen im Radio.
Von den Teilnehmern hatten einzig und allein Rosanna Fratello und Valentina Greco bereits Sanremo-Erfahrung, beide aus dem Vorjahr. Außerdem hatte Angela Luce bereits einen gewissen Namen. Gilda hingegen hatte schon zwei Jahre zuvor versucht, am Festival teilzunehmen, war damals aber nicht zugelassen worden. Viel kritisiert wurden in diesem Jahr auch die Entscheidungen der Saaljury. Im Finale brach die Rai noch vor Schluss die Fernsehübertragung ab, während Gilda mit Ragazza del Sud vor Angela Luce und Rosanna Fratello gewinnen konnte.

## Teilnehmende Beiträge
| Platzierung | Interpret                   | Lied                        | Autoren                                                                              |
| ----------- | --------------------------- | --------------------------- | ------------------------------------------------------------------------------------ |
| 1           | Gilda                       | Ragazza del Sud             | Gilda                                                                                |
| 2           | Angela Luce                 | Ipocrisia                   | Eduardo Alfieri, Pino Giordano                                                       |
| 3           | Rosanna Fratello            | Va’ speranza va’            | Franco Graniero, Giuliano Taddei                                                     |
| 4           | Valentina Greco             | Un grande addio             | Giuseppe Puzzo, Bruno Moglia, Paolo Limiti, Edilio Capotosti, Maria Cecilia Lacamera |
| 5           | Laura                       | E poi, e poi                | Nunzio La Mantia                                                                     |
| 6           | Franco e Le Piccole Donne   | Come Humphrey Bogart        | Bruno Pallini, Luciano Raggi                                                         |
|             | Eugenio Alberti             | Decidi tu per me            | Enzo Ronda, Alfredo Gallo, Piero Montanaro, Mario Mellier                            |
|             | Stefania                    | L’incertezza di una vita    | Sabino Sciannamea, Francesco Specchia, Paolo Prencipe                                |
|             | Nico dei Gabbiani           | Io credo                    | Cadam, Francesco Turnaturi                                                           |
|             | Gianni Migliardi            | Sei stata tu                | Franco Tessandori, Aldo Valleroni, Sergio Piccioli                                   |
|             | Piero Cotto                 | Il telegramma               | Vito Pallavicini, Pino Donaggio                                                      |
|             | Le Nuove Erbe               | Topolino piccolo            | Francesco Specchia, Paolo Prencipe                                                   |
|             | Emy Cesaroni                | 1975… amore mio             | Francesco Specchia, Paolo Prencipe                                                   |
|             | Gabriella Sanna             | Adesso basti tu             | Gianni Meccia, Bruno Zambrini                                                        |
|             | Daniela                     | Dolce abitudine             | Albino Mammoliti, Piero Montanaro, Giuliano Rigo, Enzo Ronda                         |
|             | Eva 2000                    | In amore non si può mentire | Luigi Capello, Mario Cenci                                                           |
|             | Jean-François Michael       | Innamorarsi                 | Angelo De Lorenzo, Amedeo Olivares, Dino Sarti, Bruno Stecca                         |
|             | Antonella Bellan            | Lettera                     | Mario Mellier, Pier Benito Greco, Luciano Medini, Renato Scala                       |
|             | Lorenzo Pilat               | Madonna d’amore             | Lorenzo Pilat                                                                        |
|             | G. Men                      | Oggi                        | Tino Cavalli                                                                         |
|             | Annagloria                  | La paura di morire          | Ettore Ballotta, Pino Calvi, Giorgio Calabrese                                       |
|             | Kriss and Saratoga          | Piccola bambina cara        | Francesco Specchia, Sabino Sciannamea                                                |
|             | La Quinta Faccia            | Quattro stagioni            | Ilter Pelosi, Vitaliano Caruso                                                       |
|             | Paola Folzini               | Il ragioniere               | Aldo Buonocore, Claudio Celli, Albino Mammolito                                      |
|             | Goffredo Canarini           | Scarafaggi                  | Goffredo Canarini                                                                    |
|             | Paola Musiani               | Se nasco un’altra volta     | Pino Donaggio, Alberto Testa                                                         |
|             | Le Volpi Blu                | Senza impegno               | Franco Delfino, Giuseppe Damele, Michele Motta, Silvio Bordoni                       |
|             | Leila Selli                 | Sola in due                 | Michele Francesio, Nicolina Roccabruna, Goffredo Canarini                            |
|             | Nannarella                  | Sotto le stelle             | Romolo Balzani                                                                       |
|             | Ely Neri e la sua Orchestra | Tango di casa mia           | Ely Neri                                                                             |

## Erfolge
Nur das Siegerlied konnte 1975 in die Top 25 der Singlecharts einsteigen.

| Jahr | Titel Interpret       | Höchstplatzierung, Gesamtwochen, AuszeichnungChartsChartplatzierungen (Jahr, Titel, Interpret, Platzierungen, Wochen, Auszeichnungen, Anmerkungen) | Anmerkungen |
| Jahr | Titel Interpret       | IT | Anmerkungen |
| ---- | --------------------- | --- | ----------- |
| 1975 | Ragazza del Sud Gilda | IT20 (2 Wo.)IT | Platz 1     |

## Belege
1. ↑  Eddy Anselmi: Il Festival di Sanremo: 70 anni di storie, canzoni, cantanti e serate. DeAgostini, Mailand 2020, ISBN 978-88-511-7661-7, S. 198–199.
2. ↑  M&D-Chartarchiv. Musica e dischi, abgerufen am 13. Februar 2018 (italienisch, kostenpflichtiger Abonnement-Zugang).